# دادگاه تجدیدنظر نهایی هنگ کنگ
دادگاه تجدیدنظر نهایی هنگ کنگ (انگلیسی: Court of Final Appeal) بالاترین دادگاه در نظام قضایی هنگ کنگ است که پس از ایجاد منطقه ویژه اداری هنگ کنگ در سال ۱۹۹۷ جایگزین شورای خصوصی بریتانیا شد مواد ۱۹ و ۸۵ قانون اساسی هنگ کنگ به این دادگاه پرداخته است.